# Полтавське (Донецький район)
Полта́вське — село Іловайської міської громади Донецького району Донецької області, Україна.

## Географія
У селі бере початок Балка Очеретина.

## Загальні відомості
Відстань до Амвросіївки становить близько 30 км і проходить автошляхом Т 0507.
Унаслідок російської військової агресії із серпня 2014 р. Полтавське перебуває на території ОРДЛО.

## Населення

### Мова
Розподіл населення за рідною мовою за даними перепису 2001 року:
| Мова       | Кількість | Відсоток |
| ---------- | --------- | -------- |
| російська  | 103       | 67.76%   |
| українська | 48        | 31.58%   |
| білоруська | 1         | 0.66%    |
| Усього     | 152       | 100%     |

За даними перепису 2001 року населення села становило 152 особи, з них 31,58 % зазначили рідною українську мову, 67,76 % — російську, а 0,66 % — білоруську.